# セイ・エニシング
『セイ・エニシング』（Say Anything...）は、1989年に公開されたアメリカの恋愛映画。

## ストーリー
キックボクシングに夢中な高校生の男の子が、優等生の女の子に恋をした。学校カーストも違い、何一つ重なることがない彼女に、ありのままの自分を見せることに。天然なままの男の子に興味を抱き二人は近づいていくが。周囲の反対により離れてしまいそうな彼女の家の前でラジカセを持ち上げながらピーター・ガブリエルの「In Your Eyes」を聴かせる名場面は有名。

## キャスト
※括弧内は機内上映版の日本語吹替。
- ロイド・ドブラー：ジョン・キューザック（水島裕）
- ダイアン・コート：アイオン・スカイ（岡本麻弥）
- ジェームズ・コート：ジョン・マホーニー（羽佐間道夫）
- コリー・フラッド：リリ・テイラー（安達忍）
- コンスタンス：ジョーン・キューザック（羽村京子）
- D.C.：エイミー・ブルックス（高田由美）
- ルース：グロリア・クロムウェル（巴菁子）
- ジェイソン：グレン・ウォーカー・ハリスJr（大谷育江）
- ベス：モントローズ・ハギンズ（片岡富枝）
- ジョー：ローレン・ディーン（速水奨）
- ダイアンの母：ロイス・チャイルズ（火野カチコ）
- レイ：ステファン・ショートリッジ（秋元羊介）
- レベッカ：パメラ・アドロン（折笠愛）
- バリア：エリック・ストルツ（小室正幸）
- マイク：ジェイソン・グールド（小野健一）
- ハワード：グレゴリー・スポールダー（星野充昭）
- シーラ：キム・ウォーカー（鈴木祐子）
- エバンス先生：ビビ・ニューワース（花咲きよみ）
- デニー：パトリック・オニール（小形満）
- サンドラ：リザンヌ・フォーク（吉田美保）
- マーク：ジェレミー・ピヴェン（桜井敏治）
- ミミ：チャイナ・フィリップス（松本梨香）
- 内国歳入庁シムス：リチャード・ポートナウ（田原アルノ）
- 内国歳入庁長官：フィリップ・ベイカー・ホール（稲葉実）

日本語版制作
翻訳：岩本令、演出︰伊達康将、製作：東北新社、（追加歌詞翻訳：神田直美）